# Блоке (Словения)
Блоке (словен. Občina Bloke) — община в юго-западной части Словении, в исторической области Внутренняя Крайна и соответствующем ей статистическом регионе Нотраньска-Крашка. По данным переписи 2002 года население всей общины — 1 578 человек. Первоначально будучи самостоятельной община Блоке была включена в общину Церкница в 1955 году, а затем вошла в состав общины Лошка-Долина в 1995 году, когда та отделилась от Церкницы. Блоке была восстановлена в качестве независимой общины в 1998 году.

## Название
Община Блоке получила своё название от карстового плато Блоке, на котором и расположено большинство из 45 поселений общины. Название Bloke впервые упоминается в 1230 году как Oblach (и как Oblukch в 1260 году, Oblakh в 1360 году и Obloc в 1581 году). .